# Abutilon eufigarii
Abutilon eufigarii là một loài thực vật có hoa trong họ Cẩm quỳ. Loài này được Chiov. mô tả khoa học đầu tiên năm 1917.